# 東急線りんかい線お台場パス

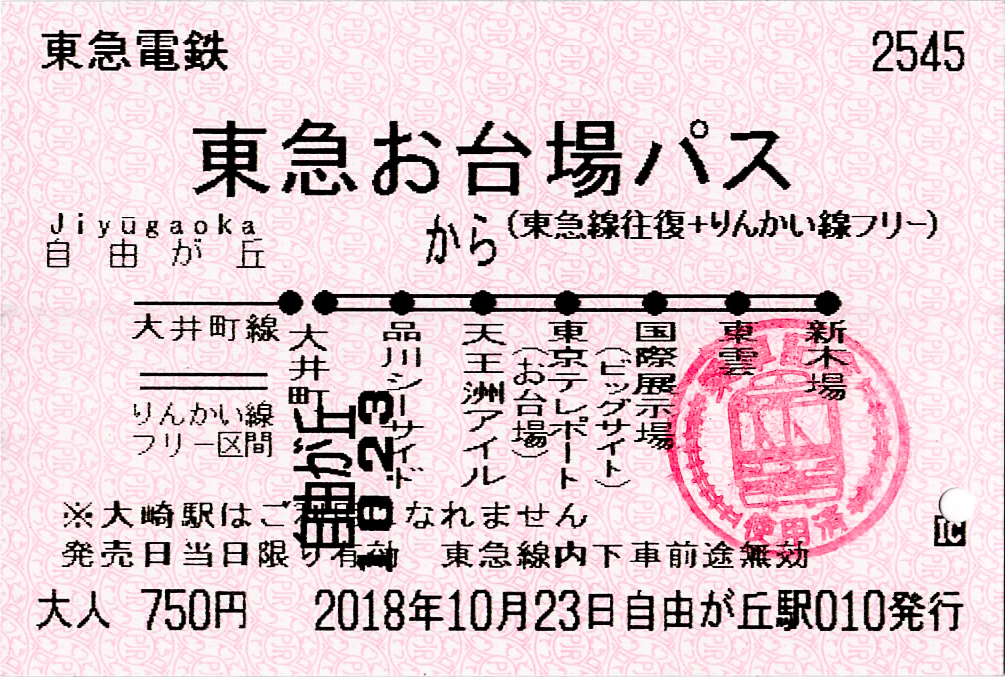
東急お台場パス

東急線りんかい線お台場パス（とうきゅうせんりんかいせんおだいばパス）は、東急電鉄が発売している周遊券である。2019年10月1日、「東急お台場パス」から名称変更した。

## 概要

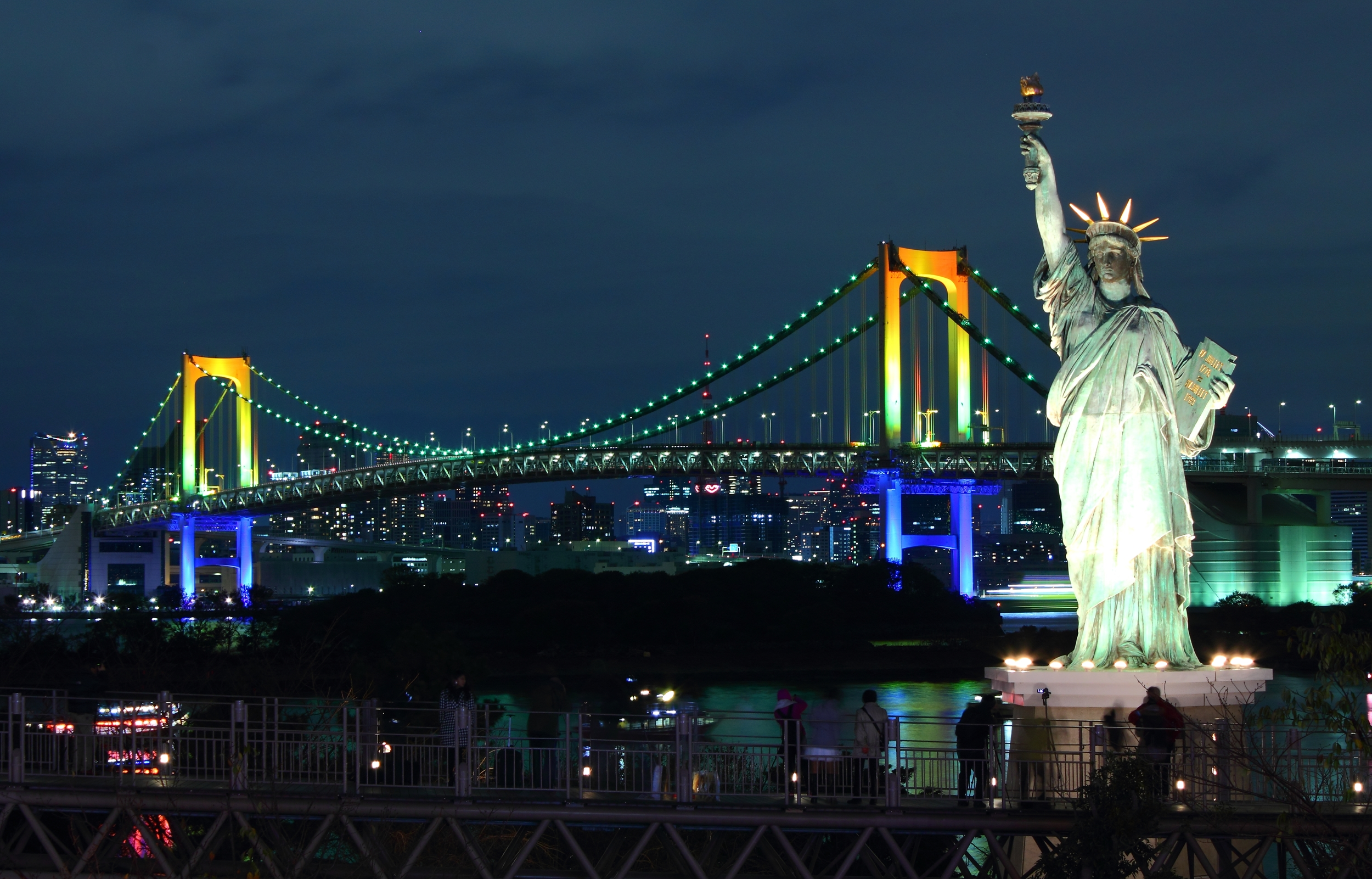
お台場

発駅から大井町駅までの東急線往復乗車券と東京臨海高速鉄道りんかい線の大井町駅 - 新木場駅間の乗り放題がセットになった乗車券である。東急線内は途中下車不可。りんかい線は大崎駅が利用不可。2019年10月1日、「東急線りんかい線お台場パス」に名称変更した。
2008年3月28日より発売が開始された。

## 発売箇所
東急線各駅（大井町駅、こどもの国線・世田谷線各駅は除く）
- 渋谷駅では、2013年3月15日まで東横線の窓口で発売していた。

## 有効期限
1日限り有効。